# Band Aid (groupe italien)
Pour les articles homonymes, voir Band-Aid et Band Aid.
Band Aid est un groupe italien, originaire de Lecce, actif entre 1980 et 2021.

## Histoire
Band Aid est formé en 1980 à Lecce par Toni Robertini, Giacomo Toriano (Mino), Francesco Nemola (Frank), Felice De Donno, Roberto Gagliardi et Paolo Cesano. Il s'appelait auparavant La Mela d'Oro, un groupe qui, en 1976, avait déjà élaboré un jazz méditerranéen avec des éléments de la musique populaire du Salento. Le groupe est influencé par l'école de Canterbury, la no wave, Frank Zappa et le free jazz. Ils produit ses propres compositions instrumentales, sauf pendant la dernière période où le chanteur américain Arthur Miles rejoint le groupe.
En 1980, Band Aid est le premier groupe italien à autoproduire un album (No Autostop), suivant l'exemple anglais. Enregistré à la maison sur un magnétophone 4 pistes, le LP est publié par Italian Records Service. Le groupe définit son style musical comme « no-jazz ». En 1981, ils s'installent à Bologne et enregistrent leur deuxième disque, Due, publié par Italian Records. Ils participent au festival Electra 1 à Bologne, avec Bauhaus, Peter Gordon, Lounge Lizards, DNA et Magazzini Criminali.
Le style musical de Band Aid, instrumental et peu encline aux styles rock habituels (à l'exception du rythme), est une présence singulière dans la scène new wave. En 1983, ils participent à cinq épisodes de l'émission Un certo discorso de la RAI-Radio3, en se produisant en direct. Ils font une tournée en Sardaigne avec Litfiba pour promouvoir la nouvelle musique italienne.
Suivant la tendance des disques italiens vers la dance et l'Italo disco, ils enregistrent l'EP A Tour in Italy, produit par Oderso Rubini. Ils introduisent des voix pour la première fois, en utilisant des conversations préenregistrées de leçons d'anglais et un rap sans queue ni tête en français. La face B est un remix du DJ américain Tony Carrasco. Le disque obtient un succès raisonnable. La dernière période est marquée par une tentative d'atteindre un public plus large. En 1985, le groupe se sépare.
En 1993 est publié Live Tree, un CD contenant de la musique inédite enregistrée en direct. En 2019, Mino Toriano commence la composition et la production du nouvel album BandAid 2020 (sorti en 2021) avec Roberto Gagliardi, Felice De Donno, Frank Nemola (et aussi Toni Robertini par l'édition numérique d'enregistrements audio antérieurs). 

## Discographie

### Albums
- 1980 : No Autostop  (Italian Records Service)
- 1981 : Due  (Italian Records)
- 1983 : A Tour in Italy (EP, 12") (Italian Records)
- 1993 : Live Tree (CD, live album) (CV)
- 2021 : 2020 (CD) (Streetz Records)

### Singles
- 1983 : A Tour in Italy (vinyle) (Bellaphone Allemagne, 100–07–298)